# Helge Adam Møller
Helge Adam Møller (født 6. november 1942) er en dansk politiker som repræsenterede Det Konservative Folkeparti i Folketinget fra 1984 til 2011. Han er søn af oberst Adam Møller og sekretær Gerda Møller, og bror til Eva Møller. Alle tre er forhenværende medlemmer af Folketinget.
Helge Adam Møller meddelte 23. marts 2011, at han af helbredsmæssige årsager ikke genopstillede ved næste valg. Lige før valgudskrivelsen fortrød han dog og var derfor alligevel kandidat ved folketingsvalget 2011, men blev dog ikke valgt ind. Møller var borgmesterkandidat til kommunalvalget i Næstved i 2013.

## Biografi fra Folketingets hjemmeside
Helge Adam Møller, statsrevisor, major.
Det Konservative Folkeparti – Midlertidigt medlem for Storstrøms Amtskreds 2. nov.-18. dec. 1977, 18.-31. maj og 6.-18. nov. 1981, for Københavns Amtskreds 6.-28. okt. 1983. Folketingsmedlem for Storstrøms Amtskreds fra 10. jan. 1984.
Født 6. nov. 1942 i København, søn af oberst Adam Møller og sekretær Gerda Møller, begge fhv. MF.
Student Næstved Gymnasium 1962. Premierløjtnant 1967 ved Gardehusarregimentet. 1971 gennemgang af amerikansk faldskærmsuddannelse ved 10. Special Forces. Generalstabsuddannet 1979-80.
Indkaldt ved Gardehusarregimentet i Næstved 1962. 1970-73 tjeneste ved Jægerkorpset, herunder uddannelse som kampsvømmer ved Søværnets Frømandskorps. 1973-84 tjeneste som kompagnichef, operationsofficer ved 2. Sjællandske Brigade, operationsofficer ved Østre Landsdelskommando og chef for operationssektionen ved militærregion V.
Formand for hovedorganisationen af officerer i forsvaret (AC), lokalafdeling Slagelse, 1977-79. Medlem af Næstved Byråd 1982-93, viceborgmester 1990-91. Medlem af Nordisk Råd 1984-93, 1988-91 formand for redaktionskomiteen, 1991-92 næstformand i juridisk udvalg og 1992-93 formand for økonomisk udvalg. Medlem af Justitsministeriets Færdselssikkerhedskommission fra 1986 til 2000, formand fra 1990 til 2000. Medlem af North Atlantic Assembly (NAA) og næstformand for den danske delegation 1993-94, formand for delegationen fra 2001 (nu NPA). 1994-98 medlem af den parlamentariske forsamling for Organization on Security and Cooperation in Europe (OSCE). Præsident for De Samvirkende danske Forsvarsbroderselskaber 1995-99. Medlem af partiets hovedbestyrelse og af dets forretningsudvalg fra 1998. Formand for den konservative folketingsgruppe fra 1998-2005. aug. 1999. Medlem af Forsvarskommissionen af 1997 fra 1998. Statsrevisor fra 2000.
Partiets kandidat i Næstvedkredsen fra 1976.

## Filmografi
- AFR (2007)[1]
- Forræder (sæson 3, 2025)